# Mooreonuphis microbranchiata
Mooreonuphis microbranchiata är en ringmaskart som först beskrevs av Fauchald 1968.  Mooreonuphis microbranchiata ingår i släktet Mooreonuphis och familjen Onuphidae. Inga underarter finns listade i Catalogue of Life.